# Sägewerk Lançoir

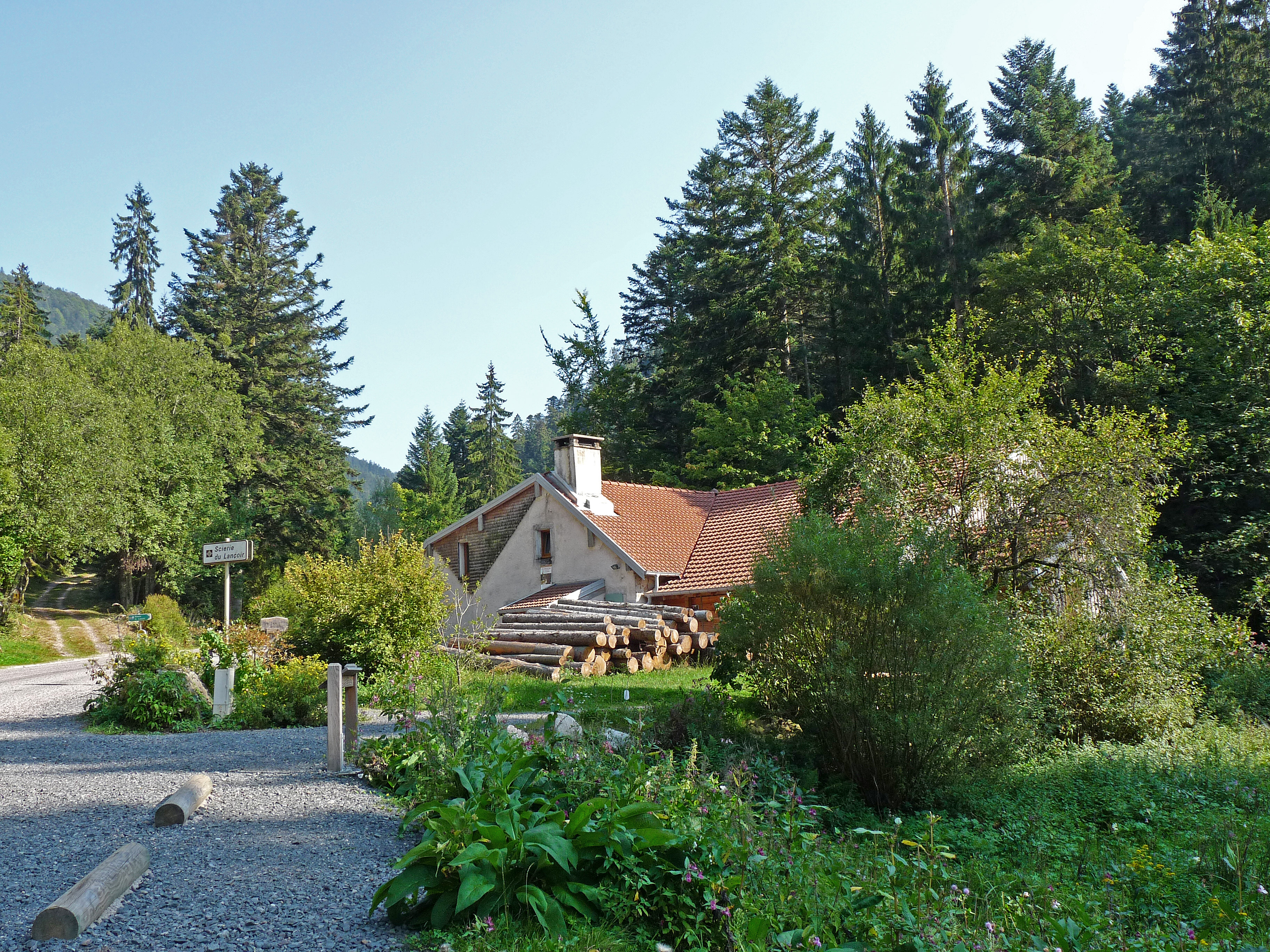
Das Sägewerk in der Straiture-Schlucht

Die Scierie du Lançoir ist ein traditionelles Sägewerk im engen Gletschertal des Straiture-Defilees in der Gemeinde Ban-sur-Meurthe-Clefcy im Département Vosges. Es handelt sich um eines der wenigen Sägewerke dieser Art, die in der Region noch in Betrieb sind. Es wird durch die Ableitung des Flusses Petite Meurthe gespeist.
Es handelt sich um ein wasserkraftbetriebenes Sägewerk vom Typ Hocheisen. Es bestand seit 1625, wurde nach 1817 unverändert weitergebaut und um 1850 durch den Einbau einer Turbine verändert. Diese Turbine ist ein Modell, das von Étienne Canson de Montgolfier entworfen wurde.
Sie war Eigentum der Herzöge von Lothringen, dann des französischen Staates, wurde von der Verwaltung der Eaux et Forêts verwaltet und war bis zum 12. Mai 1953 oder 1963 in Betrieb, als sie zum Verkauf angeboten wurde, da sie als wirtschaftlich unrentabel galt.
Im Rahmen von Führungen wird der Beruf des Sagard (traditioneller Sägewerker in den Vogesen) erläutert, indem das Sägen von Stämmen vorgeführt und das Hofeisen aktiviert wird.